# Ciposia
Ciposia is een monotypisch geslacht van korstmossen behorend tot de familie Caliciaceae. Het bevat alleen Ciposia wheeleri.